# 唐纳德·高兰
唐纳德·高兰（英語：Donald Gollan，1896年1月19日—1971年8月13日），英国前男子赛艇运动员。他曾代表英国参加1928年夏季奥林匹克运动会赛艇比赛，获得男子八人单桨有舵手银牌。